# 小行星25807
小行星25807（25807 Baharshah）是一颗绕太阳运转的小行星，为主小行星带小行星。该小行星于2000年2月20日发现。

## 轨道参数
小行星25807的轨道半长轴为415 575 560 km，2.7779115 UA，离心率为0.112。